# 森下知哉
森下 知哉（もりした ともや、1979年〈昭和54年〉3月6日 - ）は、フジテレビジョン報道局記者であり、元アナウンサー。

## 来歴・人物
東京都出身。小学校1年から5年までイギリスで生活したため英語は得意である。学習院中等科・高等科、学習院大学法学部政治学科を卒業した。
2001年、フジテレビに入社した。入社当初から『FNNスーパーニュース』など報道系の番組を中心に担当した。
学生時代、日本テレビ・読売テレビのアナウンスセミナーに参加した。もともと報道志望で、『NEWS23』（TBS）や『ニュースステーション』（テレビ朝日）に憧れていたため、TBS・テレビ朝日が第一志望だった。
2009年6月26日付で報道局外信部へ異動した。海外特派員としてニューヨークへ転勤となった。『FNNスーパーニュース』スタジオキャスターの役割は、同じくフィールドキャスター出身の田淵裕章に引き継いだ。
2013年7月に帰国し、報道局取材センター社会部司法クラブ担当記者となった。
私生活では離婚歴があり、2009年5月、2歳年上の東海テレビの女性記者と同年7月に結婚することが報じられた。
2016年7月16日より、フジテレビのネットニュースチャンネル「ホウドウキョク」のデスクとして週末の『ニュースのキモ！Evening』をフジテレビの元アナウンサーで現在、ホウドウキョクマルチデバイスニュースセンターシニアコメンテーターを務めている阿部知代と共に担当した。
同年9月25日で番組は終了した。新番組『ホウドウキョク×FLAG9』の木曜日と金曜日を担当すると番組内で発表された。なお、木曜日はフリーアナウンサーの鈴木理香子と、金曜日は今まで通り阿部知代と担当した。
同年10月6日、『FLAG9』に初出演した。
2017年3月31日で『FLAG9』が終了したのにともない、同年4月7日より『FLAG9』と『あしたのコンパス』が融合した後継番組『FLAG7』に毎週金曜日に出演する。この時も阿部知代とコンビを組んだ。
同年6月30日、『FLAG7』の金曜日放送が終了すると発表された。同時に社会部の記者に異動することになったと本人から発表があった。
大型自動二輪車、潜水士の資格を持つ。

## 同期
- 川原浩揮（岡田浩揮）
- 高島彩
- 福元英恵
- 森本さやか
- 渡辺和洋

## 過去の担当番組
アナウンサーとして出演
- FNNスーパーニュース（最終的には月、火・フィールドキャスター及び水 - 金メインキャスターであった）
- なまあらし
- FNNレインボー発（金曜日）
- FNNスピーク（2006年8月28日 - 9月1日、川端健嗣アナの代行）
- FNNニュース（2006年12月26日 - 29日・2007年12月27日 - 28日、18:00~18:30）
- 地元発信! 東京ジモティ

ホウドウキョクデスクとして出演
- ホウドウキョク
  - ニュースのキモ！Evening（2016年7月16日 - 2016年9月25日）
  - ホウドウキョク×FLAG9（木曜日・金曜日担当2016年10月6日 - 2017年3月31日）
  - FLAG7 （金曜日担当、2017年4月7日 - 2017年6月30日）